# Jewish Agency
The Jewish Agency for Israel (hebraisk: הסוכנות היהודית לארץ ישראל, HaSochnut HaYehudit L'Eretz Yisra'el) er verdens største jødiske organisation. Bevægelsen blev tidligere kaldt the Palestine Zionist Executive, men blev omdøbt i 1929 til "Jewish Agency" i Folkeforbundet for Palæstina-mandatet.